# Taiwannuculana exotica
Taiwannuculana exotica is een tweekleppigensoort uit de familie van de Malletiidae. De wetenschappelijke naam van de soort is voor het eerst geldig gepubliceerd in 1999 door Okutani & Lan.